# São Tomé och Príncipes distrikt

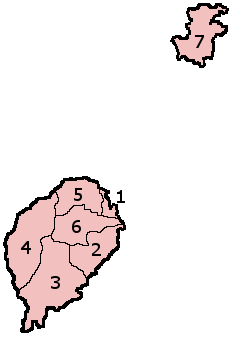
São Tomé och Príncipes distrikt

São Tomé och Príncipe är indelat i två provinser (regiões), ön São Tomé och ön Príncipe. Provinserna är underdelade i sju distrikt (distritos).
Provinsen Príncipe har självstyre sedan 29 april 1995.

## Distrikten
| nr | distrikt    | huvudort           | yta (km²) |
| -- | ----------- | ------------------ | --------- |
| 1  | Água Grande | São Tomé           | 16,50     |
| 2  | Cantalago   | Santana            | 119,00    |
| 3  | Caué        | São João Angolares | 267,00    |
| 4  | Lembá       | Neves              | 229,50    |
| 5  | Lobata      | Guadalupe          | 105,00    |
| 6  | Mé-Zóchi    | Trindade           | 122,00    |
| 7  | Pagué       | Santo António      | 142,00    |